# Władysław Zdunik
Władysław Marian Zdunik (ur. 19 sierpnia 1897 w Krakowie, zm. 11 lipca 1985 w Padiham) – kapitan pilot Wojska Polskiego i Polskich Sił Powietrznych w Wielkiej Brytanii, kawaler Orderu Virtuti Militari.

## Życiorys
Był synem Pawła i Józefy z Wolskich. W Warszawie ukończył gimnazjum. Od 7 maja 1915 żołnierz armii austriackiej, który służył w szeregach 13 pułku piechoty. 1 marca 1917 wstąpił do Legionów Polskich, w których walczył w składzie 2 pułku ułanów . Od 1 stycznia 1918 przebywał na kursie obserwatorów lotniczych w Flieger-Offiziersschule Wiener Neustadt, a po jego ukończeniu walczył na froncie włoskim pod dowództwem kpt. Augusta Menczaka w składzie 7. Fliegerkompanie. Od 1 listopada 1918 uczestniczył w obronie Lwowa, w początkowym okresie w 1 kompanii robotniczej, a później w 4 pułku piechoty . 10 stycznia 1919 został przeniesiony na Stację Lotniczą w Ławicy do nowo formowanej 2 Wielkopolskiej Eskadry Lotniczej, gdzie pełnił obowiązki oficera technicznego. Na początku lutego wyruszył na front wraz ze swą jednostką. W lipcu 1919 otrzymał awans na stopień podporucznika. 1 sierpnia 1919 skierowano go do szkoły pilotów w Warszawie . Dekretem L. 2664 z dnia 18 lutego 1921 został zatwierdzony z dniem 1 kwietnia 1920 w stopniu porucznika z byłej armii austro-węgierskiej. 1 maja 1920 powrócił do służby frontowej.
W okresie od 15 do 20 sierpnia 1920 walczył pod Nasielskiem, Pułtuskiem i Płockiem, odnosząc spore sukcesy. Podczas walk wykonał wiele lotów szturmowych atakując z małej wysokości bolszewicką piechotę. Pod Nasielskiem, kiedy był silnie ostrzeliwany z ziemi, rozbił kolumnę dostarczającą amunicję oddziałom wroga. W okolicach Płocka zmusił baterię sowiecką do zaprzestania ostrzeliwania polskich pozycji, wówczas przeciwnik postawił ogień zaporowy, ostrzeliwując szrapnelami samolot pilota Zdunika . Walcząc w dniach 19-20 sierpnia 1920 pod Płockiem, wykrył gniazdo ckm ostrzeliwujące polską piechotę. Jego śmiałe ataki zmusiły stanowisko nieprzyjacielskie do zaprzestania dalszego ostrzeliwania pozycji polskiej piechoty. Otrzymał w październiku 1920 odznakę i tytuł pilota za służbę w wojskach lotniczych. Od początku listopada 1920 wraz ze swoją eskadrą przebywał w Bydgoszczy, gdzie od lutego 1921 był instruktorem w tamtejszej szkole pilotów. Od maja tegoż roku rozpoczął służbę w 12 eskadrze wywiadowczej, będącej w składzie 1 pułku lotniczego .
W okresie od 20 marca 1922 do 1 marca 1923 był pracownikiem Centralnych Zakładów Lotniczych, następnie został przeniesiony do 2 pułku lotniczego z przydziałem do Lotnictwa morskiego, a od końca kwietnia 1924 do Morskiego Dyonu Lotniczego. W grudniu 1924 otrzymał awans na stopień kapitana ze starszeństwem z dniem 15 sierpnia 1924 i 20. lokatą w korpusie oficerów wojsk aeronautycznych. Przeniesiony został we wrześniu 1927 do kadry oficerów lotnictwa otrzymując równoczesny przydział do Centralnych Składów Lotniczych. W 1928 rozpoczął studia na Uniwersytecie Warszawskim. W listopadzie 1928 przeniesiony go z CSL do 4 pułku lotniczego. Później przeniesiony do kadry oficerów lotnictwa z jednoczesnym przydziałem do Wojskowych Zakładów Zaopatrzenia Aeronautyki. Pracował również w Departamencie Aeronautyki M.S.Wojsk, jako szef wydziału zakupów. Z dniem 30 czerwca 1934 został przeniesiony w stan spoczynku.
Został zmobilizowany w sierpniu 1939 i po wybuchu II wojny światowej walczył w obronie kraju, po zakończeniu kampanii wrześniowej przedostał się do Wielkiej Brytanii. Otrzymał numer służbowy RAF P-0366. Zmarł 11 lipca 1985 w Padiham, gdzie został pochowany na miejscowym cmentarzu.

## Ordery i odznaczenia
- Krzyż Srebrny Orderu Wojskowego Virtuti Militari nr 430 (8 kwietnia 1921)[20][21]
- Krzyż Walecznych
- Medal Lotniczy[22]
- Medal Niepodległości (9 listopada 1932)[23][24]
- Polowa Odznaka Pilota
- Krzyż Kawalerski Orderu Lwa Białego (Czechosłowacja)[25]
- francuska Odznaka Pilota (1929)[26]
- włoska Odznaka Pilota